# Episauris albida
Episauris albida är en fjärilsart som beskrevs av Rudolf Pinker och Bacallado 1975. Episauris albida ingår i släktet Episauris och familjen mätare. Inga underarter finns listade i Catalogue of Life.